# Louis Stephenson
Louis George Alexander Stephenson (* 2. Juni 1907 in St. Ann’s Parish, Jamaika; † 3. Februar 1994 in London) war ein britischer Jazzmusiker (Saxophone, Kontrabass, Gesang) jamaikanischer Herkunft.

## Werdegang
Stephenson besuchte 1924 als Klarinettist im Orchester des West Indies Regiment Großbritannien, um dort auf der British Empire Exhibition in Wembley aufzutreten. Zurück in Jamaika spielte er in lokalen Bands. Nachdem er als Steward auf Kreuzschiffen gearbeitet hatte, ließ er sich Ende 1935 in London nieder. Er trat zunächst bei Happy Blake und bei Leslie Thompson auf, um 1936 zum Orchester von Ken Johnson zu gehören. Im Folgejahr trat er auf dem europäischen Kontinent mit Benny Carter (Aufnahmen für Decca) und mit Eddie South auf. Zurück in England arbeitete er in den späten 1930er Jahren mit Fela Sowande und der Conga Band von Marino Barretto. Nach der Verrichtung seines Militärdienstes wirkte er bei Cyril Blakes Knights of Rhythm (1945), Jiver Hutchinson (1946) und Clinton Maxwell (1947). Nach neuerlicher Zugehörigkeit zu den Knights of Rhythm ging er 1948 mit Rex Stewart auf Europatournee (dabei entstanden in Berlin Aufnahmen für Amiga). Er spielte dann bei Robert Farnon und Sid Phillips und trat in einem Vokaltrio mit Lauderic Caton auf, bevor er 1952 seine musikalische Laufbahn beendete und Fabrikarbeiter wurde. Im Bereich des Jazz war er von 1937 bis 1948 an sechs Aufnahmesessions beteiligt.

## Lexikalische Einträge
- John Chilton, Who’s Who in British Jazz London 2005; ISBN 978-0826472342